# Bartolomeo Genga
Bartolomeo Genga (Cesena, 1518 – Malta, 1558) è stato un architetto italiano.

## Biografia
Nato a Cesena, dove il padre Gerolamo si trovava al seguito del duca di Urbino Francesco Maria I della Rovere, in esilio, venne avviato allo studio della grammatica, ma con risultati tutto sommato modesti. All'età di 18 anni, avendo il padre constatato la sua inclinazione per il disegno, lo tenne accanto a sé per due anni, mandandolo quindi a studiare a Firenze, dove si avvicinò al pittore e architetto Giorgio Vasari e allo scultore Bartolomeo Ammannati, dai quali trasse le proprie conoscenze di base in ambito artistico.
Dopo tre anni, ritornò presso il padre, il quale era tornato a Pesaro al seguito del duca rientrato dall'esilio ed era all'epoca impegnato nella costruzione della chiesa di San Giovanni Battista a Pesaro. Questi, rendendosi conto delle capacità del figlio in architettura, gli insegnò in alcuni mesi i principi della prospettiva, mandandolo quindi a Roma, a studiare le importanti opere all'epoca in costruzione in quella città, dove Bartolomeo Genga rimase circa quattro anni, studiando e rilevando le misure ed i prospetti di tali grandi opere.
Tornato ad Urbino, si mise al servizio del duca Guidobaldo II della Rovere, succeduto nel frattempo a Francesco Maria, di fatto affiancando il padre nella sua attività di responsabile delle opere edili del ducato e dei palazzi di corte, e venne incaricato di curare gli arredi e le decorazioni per il matrimonio del Duca con Vittoria Farnese.
Recatosi in Lombardia e Veneto al seguito del Duca, che vi si era recato in quanto generale della signoria di Venezia per rivedere le fortificazioni, Bartolomeo Genga venne incaricato di studiare e progettare tali fortificazioni, in particolare quelle di Porta San Felice a Verona.
Poco tempo dopo il ritorno ad Urbino, il padre morì e Bartolomeo gli subentrò nel suo ruolo di responsabile delle costruzioni per tutto il ducato e si dedicò soprattutto alla conclusione della costruzione della chiesa di San Giovanni Battista, seguendo i progetti paterni. Nel frattempo si occupò della costruzione dei nuovi appartamenti privati del duca nel palazzo di Pesaro, che vennero tanto apprezzati che questi gli chiese di curare una analoga costruzione nel palazzo ducale di Urbino.
Nel corso degli anni l'opera di Bartolomeo Genga venne richiesta da diverse altre corti, ma raramente il duca acconsentì di privarsi, anche temporaneamente, della sua opera, come ad esempio quando, all'epoca in cui era in Lombardia, il re di Boemia, che rientrava dalla Spagna passando per l'Italia, avendo visto le fortificazioni di Verona chiese inutilmente a Guidubaldo II che lo lasciasse recarsi a rivedere e costruire le fortificazioni nelle sue terre. Anche i genovesi chiesero inutilmente i servigi dell'architetto.
Nel frattempo Bartolomeo Genga aveva proseguito il progetto del padre e quasi completato la chiesa di San Giovanni Battista a Pesaro; aveva predisposto un modello per un porto nella stessa città, che tuttavia non venne mai realizzato; aveva progettato la chiesa di Montelabbate e quella di San Pietro a Mondavio.
Dopo l'ascesa al soglio pontificio di Papa Giulio III, che aveva nominato il duca di Urbino Capitano Generale della Santa Chiesa, Bartolomeo si recò a Roma a seguito del duca e vi progettò alcune fortificazioni per conto dello stesso Papa.
Infine, su sollecitazione del Gran Maestro di Rodi, il duca d'Urbino concesse, peraltro dopo oltre due mesi di sollecitazioni, che Bartolomeo Genga su recasse a Malta, dove i Gerosolimitani avevano non soltanto intenzione di costruire imponenti fortificazioni per difendersi dai turchi, ma anche di costruire due nuove città per poter riunire in esse gli abitanti di numerosi piccoli villaggi sparsi per l'isola.

Partì quindi per Malta il 20 gennaio 1558 ma, a causa di una sosta forzata in Sicilia dovuta all'avversità delle condizioni del mare, vi giunse soltanto l'11 marzo.

Iniziò quindi a occuparsi di quanto richiestogli dal Gran Maestro, progettando buona parte delle fortificazioni, una delle città, alcune chiese e anche un nuovo palazzo destinato a residenza dello stesso Gran Maestro.

Gran parte delle opere progettate non vennero tuttavia realizzate, anche perché si ammalò gravemente, forse di polmonite, e morì dopo 17 giorni. Fu sepolto nella stessa Malta.